# Klasztor St. Zeno
Klasztor St. Zeno – były barokowy klasztor benedyktynów, znajdujący się w Bad Reichenhall. 

## Źródła
- Walter Brugger: St. Zeno Bad Reichenhall. Kunstführer Nr. 157, 3., neu bearbeitete Auflage. Schnell & Steiner, Regensburg 2008, ISBN 978-3-7954-4162-3.